# Liste schwerer Erdbeben in Haiti

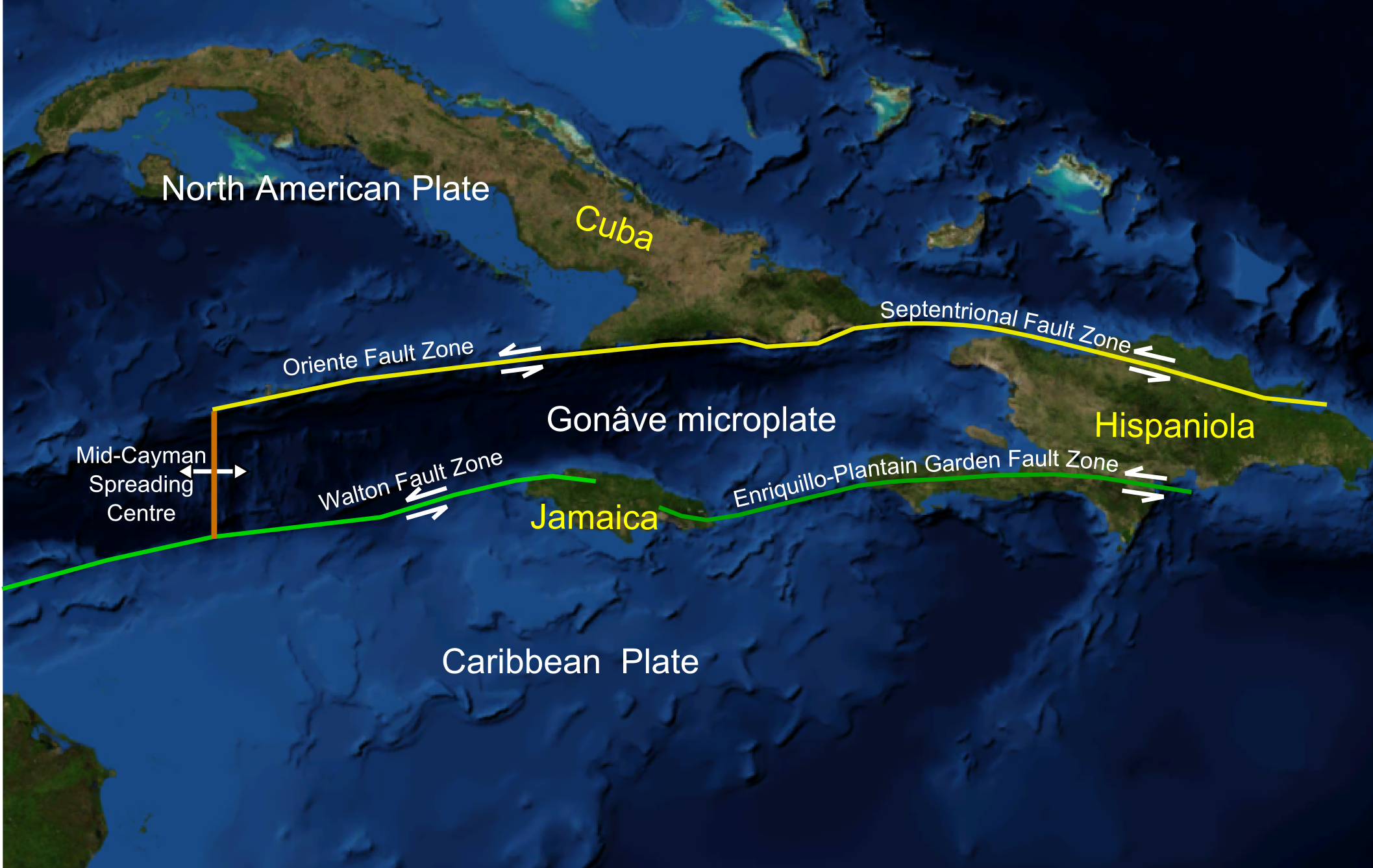
Verwerfungen in Haiti

Die nachfolgende Liste schwerer Erdbeben in Haiti nennt die aufgezeichneten signifikanten Erdbeben in Haiti seit 1700. Der heutige Staat Haiti bildet den westlichen Teil der Insel Hispaniola zwischen den Inseln Puerto Rico und Kuba. Im östlichen Teil der Insel liegt die größere Dominikanische Republik.
Im Gebiet der geographischen Länge des Erdbebens vom 12. Januar 2010 ist die Bewegung zwischen den Platten auf zwei größere Verwerfungen aufgeteilt, die von West nach Ost laufen: in die Septentrional-Verwerfung im Norden und in die Enriquillo-Plantain-Garden-Verwerfung (Enriquillo-Plantain Garden Fault Zone, EPGFZ) im Süden der Insel. Erdbeben und die Erdbebenfolgen betreffen also in unterschiedlichem Ausmaß eventuell Gebiet und Bevölkerung beider Staaten.

## Überblick
| Datum                                        | Uhrzeit      | Tsunami | Anmerkung | Epizentrum                                  | Koordinate                       | Tiefe in km | Magnitude |
| -------------------------------------------- | ------------ | ------- | --- | ------------------------------------------- | -------------------------------- | ----------- | --------- |
| 9. Nov. 1701                                 |              |         | * | Haiti: Leogane, Petit-Goâve                 | 18° 18′ 0″ N, 72° 24′ 0″ W       |             |           |
| 15. Sep. 1751                                |              | ja      | Es ist nicht sicher, ob es sich hierbei um eine falsch datierte Wiedergabe des Erdbebens vom 21. November handelt oder ob sich dieses Erdbeben tatsächlich am 15. September ereignete. Das Erdbeben zerstörte Port-au-Prince und verursachte Bodensenkungen vor der Küste. Die seismische Aktivität dauerte einige Monate an. Die Auswirkungen wurden bis zu den Kleinen Antillen gespürt. Das Hauptbeben erreichte eine Magnitude (Ms) von 8,0 | Haiti: Port-Au-Prince                       | 18° 30′ 0″ N, 72° 18′ 0″ W       |             |           |
| 21. Nov. 1751                                | 12:50 Uhr    | ja      | * | Haiti: Port-Au-Prince                       | 18° 30′ 0″ N, 72° 18′ 0″ W       |             |           |
| 3. Juni 1770                                 | 19:15 Uhr    | ja      | * | Haiti: Port-Au-Prince                       | 18° 30′ 0″ N, 73° 24′ 0″ W       |             | 7,5       |
| März 1775                                    |              | ja      | * | Haiti: Genauer Ort unbekannt                | 19° 0′ 0″ N, 72° 24′ 0″ W        |             |           |
| 18. Dez. 1775                                |              | ja      | * | Haiti: Genauer Ort unbekannt                | 19° 0′ 0″ N, 72° 24′ 0″ W        |             |           |
| 29. Juli 1784                                | 14:10 Uhr    |         | * | Haiti: Petit-Goâve, Leogane, Port-Au-Prince | 18° 30′ 0″ N, 72° 18′ 0″ W       |             |           |
| 12. Apr. 1793                                |              |         | * | Haiti: Santo Domingo (St Domingue)          | 19° 0′ 0″ N, 72° 18′ 0″ W        |             |           |
| 7. Mai 1842                                  | 21 Uhr       | ja      | Cap-Haitien wurde um 17 Uhr nachmittags durch Erdbeben mit der Magnitude (Ms) 8,1 erschüttert. Die Erdstöße töteten allein in Cap-Haitien 5000 Menschen. Die Auswirkungen reichten von Samana (Dominikanische Republik) bis nach Mole St. Nicolas. Das Beben wurde auch auf der anderen Seite der Windward-Passage in der Sierra Maestra auf Kuba und auf den anderen Antilleninseln gespürt, etwa auf Jamaika und Puerto Rico. Die Städte Cap-Haitien, Santiago de los Caballeros, Port-de-Paix, Mole St. Nicolas und Fort Liberte wurden innerhalb einer Minute zerstört. Ein Tsunami verursachte viele Schäden. Der Erdstoß vom 7. Mai war auch in Santo Domingo zerstörerisch. | Haiti: Cap-Haitien                          | 19° 45′ 0″ N, 72° 12′ 0″ W       |             | 8,1 (Ms)  |
| 8. Apr. 1860                                 | 11 Uhr       | ja      | In Anse-à-Veau wurden 124 Häuser dem Erdboden gleichgemacht, die Erdstöße gingen von Süd-Süd-West nach Nord-Nord-Ost. Die Stöße wurden auch auf Schiffen im Hafen von Les Cayes und auf See gespürt, im Norden der Halbinsel kam es zu einem Tsunami. Die Brücke in Miragoane versank und in Petit-Goâve verließen die Bewohner ihre Häuser. Die Auswirkungen des Bebens wurden in Leogane, Port Salut, St.-Marc und Jacmel bemerkt. | Haiti: Anse-à-Veau                          | 18° 31′ 12″ N, 73° 21′ 0″ W      |             |           |
| 19. Mai 1864                                 |              | ja      | Intensität II (was Dachschäden, schwere Risse im Boden und kleinere Erdrutsche impliziert); an der Küste Haitis wurden viele Häuser zerstört. Das Erdbeben hat vermutlich einen Tsunami verursacht, der im Hafen auf dem Schiff George Prescot gespürt wurde. | Haiti: Jacmel                               | 18° 12′ 0″ N, 72° 21′ 0″ W       |             |           |
| 23. Sep. 1887                                | 12 Uhr       | ja      | * | Haiti: Mole Saint Nicolas                   | 19° 42′ 0″ N, 74° 24′ 0″ W       |             |           |
| 25. Jan. 1953                                | 19:47 Uhr    |         | * | Haiti                                       | 18° 24′ 0″ N, 73° 24′ 0″ W       |             | 5,7       |
| 2. März 1994                                 | 3:38:38 Uhr  |         | * | Haiti: Saint-Louis Du Nord                  | 19° 48′ 10,8″ N, 72° 47′ 56,4″ W | 59          | 5,4 (Mw)  |
| 12. Jan. 2010                                | 21:53:10 Uhr | ja      | Beim Beben am 12. Januar 2010 starben nach Schätzung der Regierung 300.000 Menschen. | Haiti: Port-Au-Prince                       | 18° 27′ 36″ N, 72° 31′ 48″ W     | 13          | 7,0 (Mw)  |
| 7. Okt. 2018                                 | 00:11:49 Uhr |         | Beim Erdbeben in Haiti 2018 kamen 18 Menschen ums Leben, über 500 wurden verletzt. Zahlreiche Gebäude wurden beschädigt. | Haiti: Port-de-Paix                         | 20° 2′ 27,6″ N, 72° 58′ 30″ W    | 11,7        | 5,9 (Mw)  |
| 14. Aug. 2021                                | 12:29:08 Uhr |         | Das Erdbeben in Haiti 2021 kostete mehr als 2200 Menschen das Leben. |                                             | 18° 24′ 28,8″ N, 73° 28′ 30″ W   | 10          | 7,2 (Mw)  |
| Quelle: NOAA Significant Earthquake Database |              |         | |                                             |                                  |             |           |